# Xolidayboy
Іва́н Оле́гович Міна́єв (рос. Ива́н Оле́гович Мина́ев; нар. 2 травня 2000, Севастополь, АР Крим, Україна) більш відомий як Xolidayboy і Іван Ржевський — російський тіктокер і мультижанровий автор-виконавець.

## Біографія та кар'єра
Народився 2 травня 2000 року в місті Севастополі, Україна. Мати — художник-ювелір. У звичайній школі часто пропускав уроки, за що його звідти вигнали, тоді як музичну закінчив із відзнакою. У рідному місті ходив на уроки гітари, вокалу та фортепіано.
У 2020 році розпочав свою творчу кар'єру. До її початку у різному віці працював у ресторані, сфері рітейлу, будівництві, мийці та цирку. Говорячи про національність, називає себе українцем, згадуючи те, що його родичі по батьківській лінії — українці, а по маминій — казахи. Також говорячи про характер, темперамент і ставлення до «багатьох речей», заперечує свою приналежність до росіян. При цьому вважає, що всі люди рівні. Своїми натхненниками у творчості та образі називає Скриптоніта, Макса Коржа, Каньє Веста, Майкла Джексона, Queen, The Beatles, AC/DC, Scorpions, Kiss, Френка Синатру та Рея Чарльза.
12 лютого 2021 випустив свій перший музичний сингл під назвою «Помоги», але першу популярність йому принесла наступна випущена пісня, реліз якої відбувся 23 квітня того ж року, під назвою «Мармеладный дом». Під цей трек у TikTok було записано понад 67 тисяч відеороликів. Продовжуючи записувати та випускати треки, станом на листопад 2022 року має десять синглів, один з яких входить у світові чарти Shazam та територіальні чарти інших стрімінгових сервісів, а також один студійний альбом.

## Дискографія

### Студійні альбоми
| Назва                  | Деталі                                                                                | Список треків |
| ---------------------- | ------------------------------------------------------------------------------------- | --- |
| «Божественная комедия» | - Реліз: 22 квітня 2022 - Лейбл: Banana Music - Формат: цифрова дистрибуція, стрімінг | Список - 1. «Данте» 2. «Grey» 3. «Чёрное вино» 4. «Let's Play» 5. «Отче» 6. «Шутка» 7. «Калипсо» 8. «Su Casa» 9. «Dominator» |

### Сингли
| Рік                                                                                                   | Назва                     | Вищі позиції у чартах | Вищі позиції у чартах | Вищі позиції у чартах | Вищі позиції у чартах | Вищі позиції у чартах            | Вищі позиції у чартах | Вищі позиції у чартах | Альбом                 |
| Рік                                                                                                   | Назва                     | iTunes                | Spotify               | YouTube               | Apple Music           | Shazam                           | Deezer                | TikTok                | Альбом                 |
| --- | ------------------------- | --------------------- | --------------------- | --------------------- | --------------------- | -------------------------------- | --------------------- | --------------------- | ---------------------- |
| 2021                                                                                                  | «Помоги»                  | —                     | —                     | —                     | —                     | —                                | —                     | —                     | Поза альбомом          |
| 2021                                                                                                  | «Мармеладный дом»         | —                     | 135                   | —                     | —                     | —                                | —                     | —                     | Поза альбомом          |
| 2021                                                                                                  | «Любовь и роботы»         | —                     | —                     | —                     | —                     | —                                | —                     | —                     | Поза альбомом          |
| 2021                                                                                                  | «Figaro»                  | —                     | —                     | —                     | —                     | —                                | —                     | —                     | Поза альбомом          |
| 2022                                                                                                  | «Let's Play»              | —                     | —                     | —                     | —                     | —                                | —                     | —                     | «Божественная комедия» |
| 2022                                                                                                  | «Baby Gangsta»            | —                     | —                     | —                     | —                     | —                                | —                     | —                     | Поза альбомом          |
| 2022                                                                                                  | «Плакса»                  | —                     | —                     | —                     | —                     | —                                | —                     | —                     | Поза альбомом          |
| 2022                                                                                                  | «Za paru sec»             | —                     | —                     | —                     | —                     | —                                | —                     | —                     | Поза альбомом          |
| 2022                                                                                                  | «Моя хулиганка»           | 7 8 13                | 13                    | 18                    | 1 2 8 10 14 48 57     | 1 19 47 65 80 90 107 123 128 196 | 89                    | 1 5 8 18 20 24 66     | Поза альбомом          |
| 2022                                                                                                  | «Последний день на земле» | —                     | —                     | —                     | —                     | —                                | —                     | —                     | Поза альбомом          |
| Символ «—» означає відсутність інформації про чартерність та/або саму відсутність чартерності синглу. |                           |                       |                       |                       |                       |                                  |                       |                       |                        |

## Номінації та премії
| Рік  | Премія | Номінація           | Результат | Джерело |
| ---- | ------ | ------------------- | --------- | ------- |
| 2021 | «Сноб» | «Сам собі музикант» | Номінація | [ 13 ]  |